# Formolgetal
Het formolgetal is een grootheid die wordt gebruikt om het gehalte vruchtbestanddelen in vruchtensappen te bepalen. Het formolgetal geeft het aantal milliliter natriumhydroxide-oplossing (met een concentratie van 0,1 mol/l) dat nodig is om 100 ml vruchtensap te neutraliseren na toevoeging van formaldehyde. De gebruikelijke eenheid van het formolgetal is g/100 ml sap.
Het formolgetal is afhankelijk van het gebruikte vruchtensap. Voor bijvoorbeeld abrikozensap schommelt het formolgetal tussen 9 en 14, voor citroensap is dit 10 tot 18. 

## Methode van de bepaling
In vruchtensappen komen eiwitten voor. Deze hoeveelheid is vrijwel constant per vruchtensoort. De aminogroepen van die eiwitten zijn grotendeels aanwezig onder de geprotoneerde vorm. Door formol (een geconcentreerde oplossing van formaldehyde in water) toe te voegen komen de waterstofionen vrij. Deze kunnen in de praktijk getitreerd worden met een op oxaalzuur gestelde natriumhydroxide-oplossing. Het formolgetal kan dan berekend worden door de verbruikte hoeveelheid natriumhydroxide te vermenigvuldigen met de concentratie van de base (0,1 mol/l) en een constante k. Deze constante is een evenredigheidsfactor die het verband weergeeft tussen het eiwitgehalte en het verbruikte aantal millimol natriumhydroxide per 100 ml vruchtensap. Deze constante werd in de praktijk vastgesteld op 1,78.